# Julián Sanz del Río
Julián Sanz del Río, född 10 mars 1814 i Torrearévalo, Soria, död 12 oktober 1869 i Madrid, var en spansk filosof. 
Sanz del Río studerade i Paris och Heidelberg och blev anhängare av Karl Christian Friedrich Krauses filosofi. Han vann anseende i Spanien och blev professor vid universitetet i Madrid. Han författade bland annat Sistema de la filosofia (1860), Lecciónes sobre el sistema de la filosofia (1868) och Análisis del pensamiento racional (1877).